# Sahra Halgan
Pour les articles homonymes, voir Halgan.
Sahra Halgan, née en 1972 à Hargeisa en Somaliland, est une chanteuse somalilandaise.

## Biographie
Elle est née en 1972 à Hargeisa, dans la Somalie dirigée par Mohamed Siad Barre. Petite fille de chanteur et poète, elle est issue du peuple des Issas,. Elle commence à 13 ans à chanter. Pratiquer la scène et le chant en public est mal vu par sa communauté mais elle s’obstine.
Une guerre civile somalienne éclate à la fin des années 1970 contre le président Siad Barre. Des mouvements de résistance, soutenus par le gouvernement éthiopien, commencent à se développer. Le Mouvement national somalien (ou Somali National Movement, le  SNM), notamment, s’empare de Burao et d’Hargeisa. En 1988, Siad Barré décide de mettre fin à la rébellion par la force et lance une forte campagne de bombardements, en particulier sur Hargeisa. Sahra Halgan, qui n’a que 16 ans, s’engage comme infirmière, sans aucune formation, auprès du SNM, dans la lutte pour l’indépendance. « Au front, j’étais enfin libre. Les soldats avaient autre chose à faire que de m’interdire de chanter », raconte-elle. Siad Barré est chassé du pouvoir le 26 janvier 1991. Le 18 mai 1991, le Somaliland déclare son indépendance.
Sahra Halgan se réfugie en Europe et s’installe à Lyon. Le statut de réfugiée politique lui est accordé. Elle vit de petits boulots dans les centres aérés de la ville, s’implique dans la vie de quartier et revient à la musique.
En 2009, elle réalise un premier album, Somaliland, qui n’a pas beaucoup d’écho. Puis elle travaille sur un second projet, constituant un trio avec Aymeric Krol et Maël Salètes, respectivement percussionniste et guitariste, rencontrés à Lyon. Le deuxième album sort en 2015, Faransiskiyo Somaliland, un album à mi-chemin entre le rock touareg et les rythmes d’Afrique de l’Est,.
En 2015, elle retourne aussi vivre au Somaliland, après quelques allers-retours entre sa région natale et la France. Elle fonde un centre culturel, consacré à la musique et à la poésie, à Hargeisa, sa ville natale et capitale du Somaliland, cet État qui revendique son indépendance depuis 1991. Et sort un troisième album, Waa Dardaaran, en 2019,.
En 2024 elle sort son quatrième album Hiddo Dhawr, remarqué par des médias nationaux (France Inter, Télérama). En plus des fidèles Aymeric Krol (batterie, percussions) et Maël Salètes (guitare) elle s'adjoint les services du claviériste Régis Monté.